# Quintus Aulius Cerretanus
Quintus Aulius Cerretanus war ein römischer Politiker der zweiten Hälfte des 4. Jahrhunderts v. Chr.
Sein Name tauchte erstmals in den Fasti Capitolini für das Jahr 323 v. Chr. auf, in dem er Konsul war. Für diese Angabe wechseln die Varianten Aelius/Ailios (Fasti Capitolini, Cassiodor, Diodor) und Aulius (Titus Livius). Sein Amtskollege war Gaius Sulpicius Longus. Nach den Angaben des Livius ereignete sich während seines Konsulats nichts Nennenswertes.
Ein zweites Mal erscheint Aulius Cerretanus als Konsul des Jahres 319 v. Chr. mit Lucius Papirius Cursor. Wieder stehen hier die Varianten Aelius/Ailios und Aulius einander entgegen. Nach Livius hat Aulius Cerretanus in diesem Jahr einen Feldzug gegen die Frentaner geführt und die Kapitulation ihrer Stadt unter Stellung von Geiseln angenommen.
Ein drittes Mal taucht der Name als magister equitum des Diktators Quintus Fabius Maximus Rullianus im Jahr 315 v. Chr. auf. Die Fasti Capitolini geben an, dass Aulius Cerretanus in diesem Jahr im Kampf gefallen sei. Einen detaillierten Bericht darüber liefert Diodor.